# 衛星獎最佳電影
衛星獎最佳電影（英語：Satellite Award for Best Film）是衛星獎重要的獎項之一，頒發給年度最佳電影，於1996年開始頒發。
1996年至2010年期間，獎項劃分為「音樂及喜劇組」和「戲劇組」兩大組別，所以每年有兩名得獎者；直到2011年，全部電影歸於同一組別角遂獎項，2018年起再分拆。

## 歷屆得主

### 1990年代
|        | 音樂及喜劇組       | 戲劇組                 |
| 年份   | 提名電影           | 提名電影               |
| ------ | ------------------ | ---------------------- |
| 1996年 | 《貝隆夫人》       | 《雪花高離奇命案》 ‡   |
| 1996年 | 《全職浪子》       | 《秘密與謊言》 ‡       |
| 1996年 | 《邊個同佢有親》   | 《閃亮的風采》 ‡       |
| 1996年 | 《寒冷舒适的农庄》 | 《別問我是誰》 †       |
| 1996年 | 《为你唱情歌》     | 《迷幻列車》           |
| 1996年 | 《小鎮疑雲》       |                        |
| 1997年 | 《貓屎先生》 ‡     | 《泰坦尼克号》 †       |
| 1997年 | 《光豬六壯士》 ‡   | 《驕陽似我》 ‡         |
| 1997年 | 《真的想嫁你》     | 《幕後嫌疑犯》 ‡       |
| 1997年 | 《解構愛情狂》     | 《一舉成名》           |
| 1997年 | 《忽然囉囉攣》     | 《斷鎖怒潮》           |
| 1998年 | 《寫我深情》 †     | 《狂林戰曲》 ‡         |
| 1998年 | 《孖你有得發》     | 《傳奇女王伊利沙伯》 ‡ |
| 1998年 | 《聲光乍洩》       | 《雷霆救兵》 ‡         |
| 1998年 | 《一人有一點顏色》 | 《魂斷夢工場》         |
| 1998年 | 《電子情書》       | 《永生的战士》         |
| 1999年 | 《玩謝麥高維治》   | 《奪命煙幕》 ‡         |
| 1999年 | 《摘星奇緣》       | 《美麗有罪》 †         |
| 1999年 | 《弄假成真》       | 《沒哭聲的抉擇》       |
| 1999年 | 《呢個校園選乜鬼》 | 《人生交叉剔》         |
| 1999年 | 《妳想丈夫》       | 《心計》               |
| 1999年 | 《白宫也疯狂》     | 《六月飄霜》           |

### 2000年代
|        | 音樂及喜劇組           | 戲劇組                     |
| 年份   | 提名電影               | 提名電影                   |
| ------ | ---------------------- | -------------------------- |
| 2000年 | 《急救愛情狂》         | 《毒網》 ‡                 |
| 2000年 | 《不日成名》           | 《伊人當自強》 ‡           |
| 2000年 | 《逃獄三王》           | 《帝國驕雄》 †             |
| 2000年 | 《完美的男人》         | 《性書狂人》               |
| 2000年 | 《人狗對對碰》         | 《跳出我天地》             |
| 2000年 | 《我为电影狂》         | 《天黑黑》                 |
| 2001年 | 《情陷紅磨坊》 ‡       | 《不伦之恋》 ‡             |
| 2001年 | 《高斯福大宅謀殺案》 ‡ | 《虎视眈眈》               |
| 2001年 | 《BJ單身日記》         | 《凶心人》                 |
| 2001年 | 《天才一族》           | 《不速之嚇》               |
| 2001年 | 《妖型樂與怒》         | 《慾劫迷離》               |
| 2002年 | 《我的大嚿婚禮》       | 《远离天堂》               |
| 2002年 | 《單親插班生》         | 《时时刻刻》 ‡             |
| 2002年 | 《何必偏偏玩謝我》     | 《魔戒二部曲：雙城奇謀》 ‡ |
| 2002年 | 《人間失格》           | 《沉静的美国人》           |
| 2002年 | 《戀愛雞尾酒》         | 《心海怒嘯》               |
| 2002年 | 《末路驕陽》           |                            |
| 2003年 | 《迷失東京》 ‡         | 《紐約客》                 |
| 2003年 | 《魔盜王決戰鬼盜船》   | 《懸河殺機》 ‡             |
| 2003年 | 《我愛碧咸》           | 《魔戒三部曲：王者再臨》 † |
| 2003年 | 《歌声满人间》         | 《軍天勇將：戰海豪情》 ‡   |
| 2003年 | 《小人物狂想曲》       | 《最後武士》               |
| 2003年 | 《聖誕有賊》           | 《鯨騎士》                 |
| 2003年 | 《愛不回家》           |                            |
| 2004年 | 《酒佬日記》 ‡         | 《盧旺達飯店》             |
| 2004年 | 《雷之心靈傳奇》 ‡     | 《娛樂大亨》 ‡             |
| 2004年 | 《八個捕鯊的娛民》     | 《引人入性》               |
| 2004年 | 《威尼斯之約》         | 《追殺比爾2》              |
| 2004年 | 《歌劇魅影》           | 《萬福瑪麗亞》             |
| 2004年 | 《炸彈頭拿破崙》       | 《地下觀音》               |
| 2005年 | 《弦途有你》           | 《斷背山》 ‡               |
| 2005年 | 《愛你不愛》           | 《冷血字傳》‡              |
| 2005年 | 《功夫》               | 《暴力效應》               |
| 2005年 | 《Rap 夢情色》         | 《擊動深情》               |
| 2005年 | 《幸福的结局》         | 《內戰》                   |
| 2005年 | 《吉屋出租》           | 《藝伎回憶錄》             |
| 2006年 | 《夢幻女郎》           | 《無間道風雲》 †           |
| 2006年 | 《陽光小小姐》 ‡       | 《英女皇》 ‡               |
| 2006年 | 《穿Prada的惡魔》      | 《火線交錯》 ‡             |
| 2006年 | 《離奇過小說》         | 《戰火旗蹟》               |
| 2006年 | 《吸煙無罪》           | 《最後的蘇格蘭王》         |
| 2006年 | 《末路爱神》           | 《隔牆有心人》             |
| 2006年 | 《我的左派老師》       |                            |
| 2007年 | 《Juno少女孕記》 ‡     | 《二百萬奪命奇案》 †       |
| 2007年 | 《戀愛大爆髮》         | 《柳暗花明》               |
| 2007年 | 《史密斯先生》         | 《决斗犹马镇》             |
| 2007年 | 《弊傢伙…搞大咗》      | 《監守自盜》               |
| 2007年 | 《婚禮的祝福》         | 《賊兄弟連環劫》           |
| 2007年 | 《充氣娃娃之戀》       | 《黑幕謎情》               |
| 2008年 | 《快樂小小姐》         | 《一百萬零一夜》 †         |
| 2008年 | 《窒色》               | 《驚世真言》 ‡             |
| 2008年 | 《搖滾愛情譜曲》       | 《夏菲米克的時代》‡        |
| 2008年 | 《殺手沒有假期》       | 《讀愛》 ‡                 |
| 2008年 | 《雷霆喪星》           | 《冰冻之河》               |
| 2008年 | 《情迷巴塞隆納》       | 《浮生路》                 |
| 2009年 | 《華麗后台》           | 《拆彈雄心》 †             |
| 2009年 | 《非常戇男離奇失婚》 ‡ | 《少女失樂園》 ‡           |
| 2009年 | 《寡佬飛行日記》 ‡     | 《天生不是寶貝》 ‡         |
| 2009年 | 《朱莉与朱莉娅》       | 《璀璨情詩》               |
| 2009年 | 《大镬密探》           | 《被投石處死的索拉雅-M》   |
| 2009年 | 《愛 找麻煩》          | 《亡情使者》               |

### 2010年代
|        | 音樂及喜劇組     | 戲劇組           |
| 年份   | 提名電影         | 提名電影         |
| ------ | ---------------- | ---------------- |
| 2010年 | 《爆女大格鬥》   | 《社群網戰》 ‡   |
| 2010年 | 《非單親關係》 ‡ | 《127小時》 ‡    |
| 2010年 | 《喪爆型警》     | 《潛行凶間》 ‡   |
| 2010年 | 《达格纳姆制造》 | 《冬天的骨头》 ‡ |
| 2010年 | 《隔籬屋有寶》   | 《皇上無話兒》†  |
| 2010年 | 《猛火爆》       | 《蓝色情人节》   |
| 2010年 | 《重量三角戰》   | 《野獸家族》     |
| 2010年 | 《影子滅殺令》   |                  |
| 2010年 | 《狂盜之城》     |                  |
| 2010年 | 《活死人葬礼》   |                  |

2011年起，不再劃分音樂及喜劇類電影和劇情類電影，全部歸於同一組別角遂獎項。
| 年份   | 提名電影                    |
| ------ | --------------------------- |
| 2011年 | 《繼承大丈夫》‡             |
| 2011年 | 《雷霆戰駒》 ‡              |
| 2011年 | 《魔球》 ‡                  |
| 2011年 | 《情迷午夜巴黎》 ‡          |
| 2011年 | 《相助》 ‡                  |
| 2011年 | 《雨果的巴黎奇幻歷險》‡     |
| 2011年 | 《星光夢裏人》 †            |
| 2011年 | 《諜網謎蹤》                |
| 2011年 | 《極速罪駕》                |
| 2011年 | 《羞耻》                    |
| 2012年 | 《乌云背后的幸福线》 ‡      |
| 2012年 | 《猎杀本·拉登》 ‡           |
| 2012年 | 《南荒的童話》 ‡            |
| 2012年 | 《悲慘世界》 ‡              |
| 2012年 | 《林肯》 ‡                  |
| 2012年 | 《少年派的奇幻漂流》 ‡      |
| 2012年 | 《ARGO–救參任務》 †         |
| 2012年 | 《小學雞私奔記》            |
| 2012年 | 《007：大破天幕杀机》       |
| 2013年 | 《被奪走的12年》†           |
| 2013年 | 《美国骗局》 ‡              |
| 2013年 | 《地心引力》 ‡              |
| 2013年 | 《菲洛梅娜》 ‡              |
| 2013年 | 《盜海狙擊》 ‡              |
| 2013年 | 《華爾街狼人》 ‡            |
| 2013年 | 《怒海求生》                |
| 2013年 | 《大夢想家》                |
| 2013年 | 《知音夢裡行》              |
| 2013年 | 《情迷藍茉莉》              |
| 2014年 | 《飛鳥俠》 †                |
| 2014年 | 《年少時代》 ‡              |
| 2014年 | 《万物理论》 ‡              |
| 2014年 | 《解碼遊戲》‡               |
| 2014年 | 《布達佩斯大酒店》‡         |
| 2014年 | 《爆裂鼓手》‡               |
| 2014年 | 《馬丁·路德·金－夢想之路》‡ |
| 2014年 | 《消失的爱人》              |
| 2014年 | 《流離所愛》                |
| 2014年 | 《特納先生》                |
| 2015年 | 《焦點追擊》 †              |
| 2015年 | 《間諜橋》 ‡                |
| 2015年 | 《絕地救援》 ‡              |
| 2015年 | 《復仇勇者》 ‡              |
| 2015年 | 《愛在他鄉》 ‡              |
| 2015年 | 《卡露的情人》 ‡            |
| 2015年 | 《房间》 ‡                  |
| 2015年 | 《大賣空》 ‡                |
| 2015年 | 《毒裁者》                  |
| 2015年 | 《極黑勢力》                |
| 2016年 | 《星聲夢裡人》 ‡            |
| 2016年 | 《海邊的曼徹斯特》 ‡        |
| 2016年 | 《鋼鋸嶺》 ‡                |
| 2016年 | 《心靈圍籬》 ‡              |
| 2016年 | 《漫漫回家路》 ‡            |
| 2016年 | 《非正常械劫案》 ‡          |
| 2016年 | 《NASA無名英雌》 ‡          |
| 2016年 | 《月亮喜歡藍》†             |
| 2016年 | 《愛侶》                    |
| 2016年 | 《迷離字戀》                |
| 2016年 | 《神奇大隊長》              |
| 2016年 | 《第一夫人的秘密》          |
| 2017年 | 《三块广告牌》              |
| 2017年 | 《春光之境》                |
| 2017年 | 《请以你的名字呼唤我》      |
| 2017年 | 《敦克爾克大行動》          |
| 2017年 | 《逃出絕命鎮》              |
| 2017年 | 《老娘叫譚雅》              |
| 2017年 | 《淑女鳥》                  |
| 2017年 | 《大病》                    |
| 2017年 | 《泥土之界》                |
| 2017年 | 《水底情深》                |

2018年起，重新劃分音樂及喜劇類電影和劇情類電影，两者分开角遂獎項。
|        | 音樂及喜劇組         | 戲劇組               |
| 年份   | 提名電影             | 提名電影             |
| ------ | -------------------- | -------------------- |
| 2018年 | 《星夢情深》         | 《藍色比爾街的沉默》 |
| 2018年 | 《瘋狂亞洲富豪》     | 《黑豹》             |
| 2018年 | 《真寵》             | 《登月先鋒》         |
| 2018年 | 《幸福綠皮書》       | 《宿怨》             |
| 2018年 | 《愛·滿人間》        | 《雙后傳》           |
| 2018年 | 《1988年的妮可》     | 《寡婦》             |
| 2019年 | 《從前，有個好萊塢》 | 《賽道狂人》         |
| 2019年 | 《别告诉她》         | 《1917》             |
| 2019年 | 《舞孃騙很大》       | 《重磅腥聞》         |
| 2019年 | 《鋒迴路轉》         | 《燃烧的甘蔗》       |
| 2019年 | 《火箭人》           | 《小丑》             |
| 2019年 | 《原钻》             | 《燈塔》             |
| 2019年 | 《婚姻故事》         |                      |
| 2019年 | 《教宗的承繼》       |                      |

### 2020年代
|        | 音樂及喜劇組               | 戲劇組                   |
| 年份   | 提名電影                   | 提名電影                 |
| ------ | -------------------------- | ------------------------ |
| 2020年 | 《女人四十玩说唱》         | 《无依之地》             |
| 2020年 | 《芭樂特電影續集》         | 《困在时间里的父亲》     |
| 2020年 | 《汉密尔顿》               | 《蓝调天后》             |
| 2020年 | 《触礁》                   | 《夢想之地》             |
| 2020年 | 《棕榈泉》                 | 《朱尼滕小姐》           |
| 2020年 | 《大卫·科波菲尔的个人史》  | 《迈阿密的一夜》         |
| 2020年 | 《前程似锦的女孩》         |                          |
| 2020年 | 《金属之声》               |                          |
| 2020年 | 《TENET天能》              |                          |
| 2020年 | 《芝加哥七人案：驚世審判》 |                          |
| 2021年 | 《倒數時刻》               | 《贝尔法斯特》           |
| 2021年 | 《情聖西哈諾》             | 《健听女孩》             |
| 2021年 | 《法蘭西特派週報》         | 《沙丘》                 |
| 2021年 | 《紐約高地》               | 《梦寄东山》             |
| 2021年 | 《甘草比萨》               | 《王者理查》             |
| 2021年 | 《靈魂心聲》               | 《史賓賽》               |
| 2021年 | 《暗处的女儿》             |                          |
| 2021年 | 《犬山記》                 |                          |
| 2022年 | 《媽的多重宇宙》           | 《捍衛戰士：獨行俠》     |
| 2022年 | 《貓王艾維斯》             | 《黑豹2：瓦干達萬歲》    |
| 2022年 | 《伊尼舍林的女妖》         | 《法貝爾曼》             |
| 2022年 | 《鋒迴路轉：抽絲剝繭》     | 《生之欲》               |
| 2022年 | 《RRR》                    | 《TÁR塔爾》              |
| 2022年 | 《悲情三角》               | 《蒂尔》                 |
| 2022年 | 《阿凡達：水之道》         |                          |
| 2022年 | 《女人们的谈话》           |                          |
| 2023年 | 《滯留生》                 | 《奥本海默》             |
| 2023年 | 《美国小说》               | 《法拉利》               |
| 2023年 | 《Barbie芭比》             | 《花月殺手》             |
| 2023年 | 《夢行者保羅》             | 《音乐大师》             |
| 2023年 | 《可憐的東西》             | 《五月的你，十二月的她》 |
| 2023年 | 《偶得回响》               | 《之前的我們》           |
| 2024年 | 《阿诺拉》                 | 《粗野派》               |
| 2024年 | 《灵灯》                   | 《卡布里尼》             |
| 2024年 | 《职业杀手》               | 《教宗選戰》             |
| 2024年 | 《德州小可怜》             | 《沙丘：第二部》         |
| 2024年 | 《真正的痛苦》             | 《五分钱男孩》           |
| 2024年 | 《懼裂》                   | 《教团》                 |
| 2024年 | 《老嘢時速》               | 《监狱剧院》             |
| 2024年 | 《魔法壞女巫》             | 《泳者之心》             |

### 独立电影
| 年份   | 提名电影       |
| ------ | -------------- |
| 2018年 | 《黑色黨徒》   |
| 2018年 | 《八年級生》   |
| 2018年 | 《第一归正会》 |
| 2018年 | 《不留痕迹》   |
| 2018年 | 《私人生活》   |
| 2018年 | 《第一眼戰線》 |